# Regina Dalcastagnè
Regina Dalcastagnè (Ilhota, Santa Catarina, 1967) é uma pesquisadora, escritora e crítica literária brasileira.
É doutora em teoria literária pela Universidade Estadual de Campinas (Unicamp) e professora titular livre de literatura brasileira na Universidade de Brasília (UnB). Coordena o Grupo de Estudos em Literatura Brasileira Contemporânea, que reúne pesquisadores de diversos países, e edita as revistas Estudos de Literatura Brasileira Contemporânea e Veredas (da Associação Internacional de Lusitanistas).
Destaca-se por avaliar aspectos de desigualdade social na literatura brasileira, como no livro Literatura brasileira contemporânea: um território contestado, que mostra um elitismo do escritor brasileiro médio, geralmente homem, branco, com diploma superior e morando no estado do Rio de Janeiro ou em São Paulo.